# بن الزبير (عمران)
بن الزبير هي إحدى قرى الجمهورية اليمنية. تتبع جغرافيا لمحافظة عمران وإداريًا لمديرية عيال سريح. يبلغ تعداد سكانها 3194 نسمة حسب الإحصاء الذي أجري عام 2004.